# Liste anarchistischer Parteien
Diese Liste führt politische Parteien auf, die sich explizit oder implizit zum Anarchismus bekennen. Traditionell kommt Anarchismus zwar aus der sozialistischen Bewegung, die Liste sozialistischer und kommunistischer Parteien umfasst allerdings auch sozialdemokratische Parteien, welche im 21. Jahrhundert keine Ähnlichkeit mit anarchistischen Parteien mehr aufweisen. Aufgrund der anarchistischen Ablehnung jedwedes Parlamentarismus bezogen sich die meisten hier aufgeführten Parteien satirisch auf ihre Parteieigenschaft. Viele anarchistische Parteien gelten daher als Spaßparteien.
Es gab über verschiedene Ableger der APPD hinaus keine internationalen anarchistischen Parteien oder grenzübergreifenden Zusammenschlüsse.

## Liste

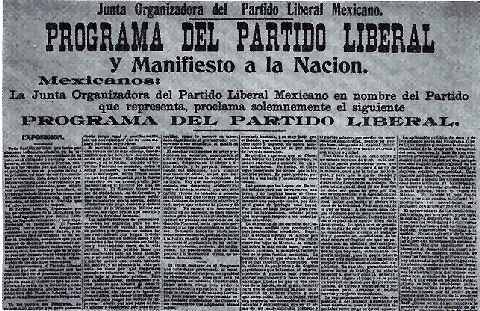
Das Programm von 1906 der Partido Liberal Mexicano wurde teilweise in die Verfassung von 1917 übernommen

### Nordamerika
- Partido Liberal Mexicano -PLM- (1901–1913), Mexiko
- Youth International Party -Yippies-, (1960er Jahre), USA
- Anarchist Party of Canada, Canada (groucho-marxistisch)
- Anarchist Pogo Party America -APPA- (pogo-anarchistisch) Ableger der APPD

### Asien
- Anarchistisch - Kommunistische Partei Japans, (1934–1936)

### Europa
- Partito Socialista Anarchico Rivoluzionario, (1891–1892), Italien
- Partei für gemäßigten Fortschritt in den Schranken der Gesetze -PFGFIDSDG- (1911 - ?), Österreich-Ungarn
- Anarchistische Pogo-Partei Deutschlands -APPD- (1983 - heute), Deutschland
  - Anarchistische Pogopartei Österreich/Wien -APPÖ- ( ? -2016) Österreich
  - Alpine Pogopartei Österreichs -APPOE- (Abspaltung der APPÖ) 
  - Anarchistische Pogo-Partei Luxemburgs (anarchistech pogo pareti letzebuerj) -APPL- Luxemburg
  - Pogo Parti Suisse, Schweiz
  - Pogopartei Deutschland (eingegangen in DIE PARTEI)
- Bergpartei, die „ÜberPartei“ -B*- (2005 - heute), Deutschland (ökoanarchistisch-realdadaistisch)
- Die Unregierbaren – Autonome Liste -Autonome- (1993–1994), Deutschland
- Samfunnspartiet (1985 - heute), Norwegen
- Besti flokkurinn (2009–2014), Island (anarcho-surrealistisch)
- Classwarparty (2014-2015), UK
- Anarchist Party - AP! (2018-heute), UK